# Grâne (film)
Grâne (în turcă Buğday), Cereale sau Grâul este un film științifico-fantastic postapocaliptic alb-negru în limba engleză din 2017 scris și regizat de Semih Kaplanoğlu. Filmul, care tratează subiecte ca seceta, foametea, refugiați și modificări genetice, îi are în distribuție pe actorii Jean-Marc Barr, Ermin Bravo și Grigoriy Dobrygin. Au avut loc filmări în SUA, Germania și Turcia. 
A avut premiera mondială la 12 august 2017, la cea de-a 23-a ediție a Festivalului de Film de la Saraievo. Premiera turcă a avut loc la 29 septembrie 2017, în secțiunea competiție națională de lungmetraj a celui de-al 24-lea Festival Internațional de Film de la Adana. A primit Marele Premiu la Festivalul Internațional de Film de la Tokyo.

## Rezumat
Într-un viitor apropiat nedefinit, Erol Erin, un profesor genetician expert în semințe, locuiește într-un oraș protejat de ziduri magnetice de imigranți multietnici. Din motive necunoscute, plantațiile agricole ale orașului au fost afectate de o criză genetică.
Într-o întâlnire la sediul Novus Vita, corporația care l-a angajat, Erol aude numele lui Cemil Akman, un coleg genetician care a scris o teză despre crizele care afectează semințele modificate genetic. 
Erol pleacă într-o călătorie pentru a-l găsi pe Cemil. Este o călătorie care va schimba tot ce știe Erol.

## Distribuție
- Jean-Marc Barr⁠(d) – Erol Erin
- Ermin Bravo⁠(d) – Cemil Akman
- Grigoriy Dobrygin⁠(d) –Andrei
- Cristina Flutur – Alice
- Lubna Azabal⁠(d) –Beatrice
- Hal Yamanouchi⁠(d) –Leon
- Mila Böhning –Tara
- Rainer Steffen –profesorul Ekrem Aktolga
- Hoji Fortuna⁠(d) –Alexandre
- Jarreth J. Merz –Viktor Rerberg
- Nike Maria Vassil –prof. Asli Yurtcu

## Producție
Producția filmului a avut loc pe o perioadă de cinci ani.
Filmul este produs de compania lui Kaplanoğlu, Kaplan Film, și coprodus de Heimatfilm (Germania), Sophie Dulac Productions (Franța), The Chimney Pot (Suedia) și Arte France Cinéma (Franța).
A fost filmat în SUA (în Detroit, Michigan), Germania (în Köln, Wuppertal, Bonn, Düsseldorf, Essen și Dortmund) și Turcia (în Konya, Aksaray și Cappadocia).
Sprijinul din partea Ministerului Culturii și Turismului din Republica Turcia, a reprezentat cel mai mare sprijin pentru  unfilm acordat în Turcia în 2014, cu 1.750.000 de lire turcești.

## Primire
La cea de-a 23-a ediție a Festivalului de Film de la Sarajevo a primit premiu la categoria „Cel mai bun film”. La cea de-a 24-a ediție a Festivalului Internațional de Film de la Adana a primit premiul pentru cel mai bun regizor.
A primit Marele Premiu la a 30-a ediție a Festivalului Internațional de Film de la Tokyo.